# 睡魔
《睡魔》（英語：The Sandman）是一部由DC漫畫出版的美國漫畫書系列，作者為尼爾·蓋曼。漫畫的藝術家包括山姆·凱斯、麥可·德林根貝格、吉爾·湯普森、肖恩·麥克馬納斯、馬克·亨佩爾和麥可·祖利，文字部分則由托德·克萊恩代替戴夫·麥基恩。從發行號#47開始，本系列被被歸類於Vertigo印記。主要敘述無盡（主宰夢境的組織）中的夢（Dream）的故事。從1989年1月至1996年3月，共發行了75集，基於與蓋曼的合同協定，該系列結束後他也相繼離開。
主角為夢（也被稱為睡眠和其他的名字），為七位無盡之一。此外的幾位無盡有命運（Destiny）、死亡（Death）、欲望（Desire）、絕望（Despair）和原名歡樂（Delight）的譫妄（Delirium），而毀壞（Destruction）則背棄了自己的職位。七人的性格分別為司掌職位的擬人化。

## 其他媒體
自1990年開始《睡魔》的各種影視版本的發展都以失敗告終。於2007年的聖地亞哥國際動漫展上，蓋曼表示：「我寧願沒看到《睡魔》的電影也不願意看到一個作壞的《睡魔》電影」。2013年，華納兄弟宣布，大衛·S·高耶將和喬瑟夫·高登-李維一同打造《睡魔》的改編電影。2014年8月，宣布尼爾·蓋曼和曾參與過「黑暗騎士三部曲」的部分人員都會加入製作團隊。2016年3月，宣布華納兄弟將計劃交給新線影業，但李維退出了電影。
《睡魔》角色路西法的改編電視劇已於2015年5月推出。
Netflix於2019年6月宣布已與華納兄弟公司達成協議，打算將《睡魔》改編成真人電視劇，艾倫·海恩柏格被選來作為節目統籌，蓋曼和高耶則會擔任執行製片人。由湯姆·史特里吉飾演摩耳甫斯。

## 延伸阅读
- Brisbin, Ally; Booth, Paul. . The Journal of Popular Culture. February 2013, 46 (1): 20–37. doi:10.1111/jpcu.12014.
- Castaldo, Annalisa. . College Literature. Fall 2004, 31 (4): 94–110. doi:10.1353/lit.2004.0052.
- Elder, Robert K. . Schweitzer, Darrell  (编). . Holicong, PA: Wildside Press. 2007. ISBN 978-0-8095-5625-0.
- Gaiman, Neil. . Sanders, Joe  (编). . Seattle, WA: Fantagraphics Books. 2006. ISBN 1-56097-748-5.
- Parker, Sabadino. . Hartford, CT: Trinity College. 2007.
- Rauch, Stephen. . Holicong, PA: Wildside Press. 2003. ISBN 1-58715-789-6. (HC). ISBN 1-59224-212-X (TPB).
- Rawlik, Peter S. . Schweitzer, Darrell  (编). . Holicong, PA: Wildside Press. 2007. ISBN 978-0-8095-5625-0.
- Saxton, Julie Myers. . Schweitzer, Darrell  (编). . Holicong, PA: Wildside Press. 2007. ISBN 978-0-8095-5625-0.
- Sharkey, Rodney （页面存档备份，存于） (2008). "'Being' Decentered in Sandman: History, Dreams, Gender, and the 'Prince of Metaphor and Allusion （页面存档备份，存于）.'" ImageText: Interdisciplinary Comics Studies （页面存档备份，存于） 4 (1).

## 外部連結
- 漫画书数据库：The Sandman
- The Annotated Sandman （页面存档备份，存于）
- The Sandman at Mike's Amazing World of Comics
- Neil Gaiman and Chip Kidd: 20th Anniversary of Sandman （页面存档备份，存于）, 92nd Street Y, 25 June 2009